# Limnocyon
Limnocyon is een geslacht van uitgestorven roofzoogdieren uit de onderfamilie Limnocyoninae van de Hyaenodontidae die tijdens het Eoceen in Noord-Amerika leefden.

## Fossiele vondsten
Fossielen van Limnocyon zijn gevonden in de Amerikaanse staten Californië, Utah en Wyoming en dateren uit de North American Land Mammal Ages Bridgerian en Uintan.

## Kenmerken
In de loop van het Bridgerian verschenen grotere limnocyonide hyaenodonten zoals Limnocyon was groter dan zijn verwanten uit het eerste deel van het Eoceen. Met een geschat gewicht van acht tot zestien kilogram had Limnocyon het formaat van een Europese das of buidelduivel, hoewel de kop langer was dan bij deze dieren. Limnocyon was een op de grond levende omnivoor met aanpassingen om te graven.